# Rose Kennedy (álbum)
Rose Kennedy es el primer disco de Benjamin Biolay lanzado el 1 de marzo de 2002.
Posteriormente, el disco fue reeditado incluyendo una nueva canción "La dernière heure du dernier jour", y una versión alternativa de "Los Angeles".

## Lista de canciones
1. Novembre toute l’année
3:16 Compuesta por Benjamin Biolay
2. Les roses et les promesses
3:07 Compuesta por Benjamin Biolay y Keren Ann
3. Les cerfs volants
4:48 Compuesta por Benjamin Biolay
4. La mélodie du bonheur
2:46 Compuesta por Benjamin Biolay
5. L’observatoire
3:31 Compuesta por Benjamin Biolay
6. La monotonie
3:07 Compuesta por Benjamin Biolay
7. 72 trombones avant la grande parade
2:51 Compuesta por Benjamin Biolay y Keren Ann
8. Los Angeles
4:28 Compuesta por Benjamin Biolay e interpretada junto a Keren Ann
9. La palmeraie
3:13 Compuesta por Benjamin Biolay y Keren Ann
10. Rose Kennedy
4:52 Compuesta por Benjamin Biolay
11. Sous le soleil du mois d’août
2:56 Compuesta por Benjamin Biolay y Keren Ann
12. Les joggers sur la plage
4:22 Compuesta por Benjamin Biolay
13. Un été sur la côte
3:52 Compuesta por Benjamin Biolay

## Valoración
Su primer álbum se inscribe dentro de la más pura tradición de la chanson francesa, aunque actualizada por ciertos toques de fusión pop y jazz (si bien la chanson se vio influida desde sus inicios por este). Sofisticación y romanticismo, pues, son los dos adjetivos que mejor definirían a este disco.
- Datos: Q3283249